# 一合環保控股
一合環保控股有限公司，簡稱一合環保控股（英語：ENVIRO-HUB HOLDINGS LTD.，SGX：L23），在1972年，由Chan Her Yam和Liew Ang Oh，於新加坡（總部）成立「隆興打椿（私人）有限公司」。而前身為「隆興控股有限公司」。
業務在全球除了經營建築行業外，還經營廢棄物環保管理。
股份在1998年10月5日於新交所主板上市。招股價為0.23坡元，發售股份為32,145,000股，集資額為739萬坡元。

## 外部連結
- leonghin.com （页面存档备份，存于）
- enviro-hub.com （页面存档备份，存于）